# Aïzoàcies

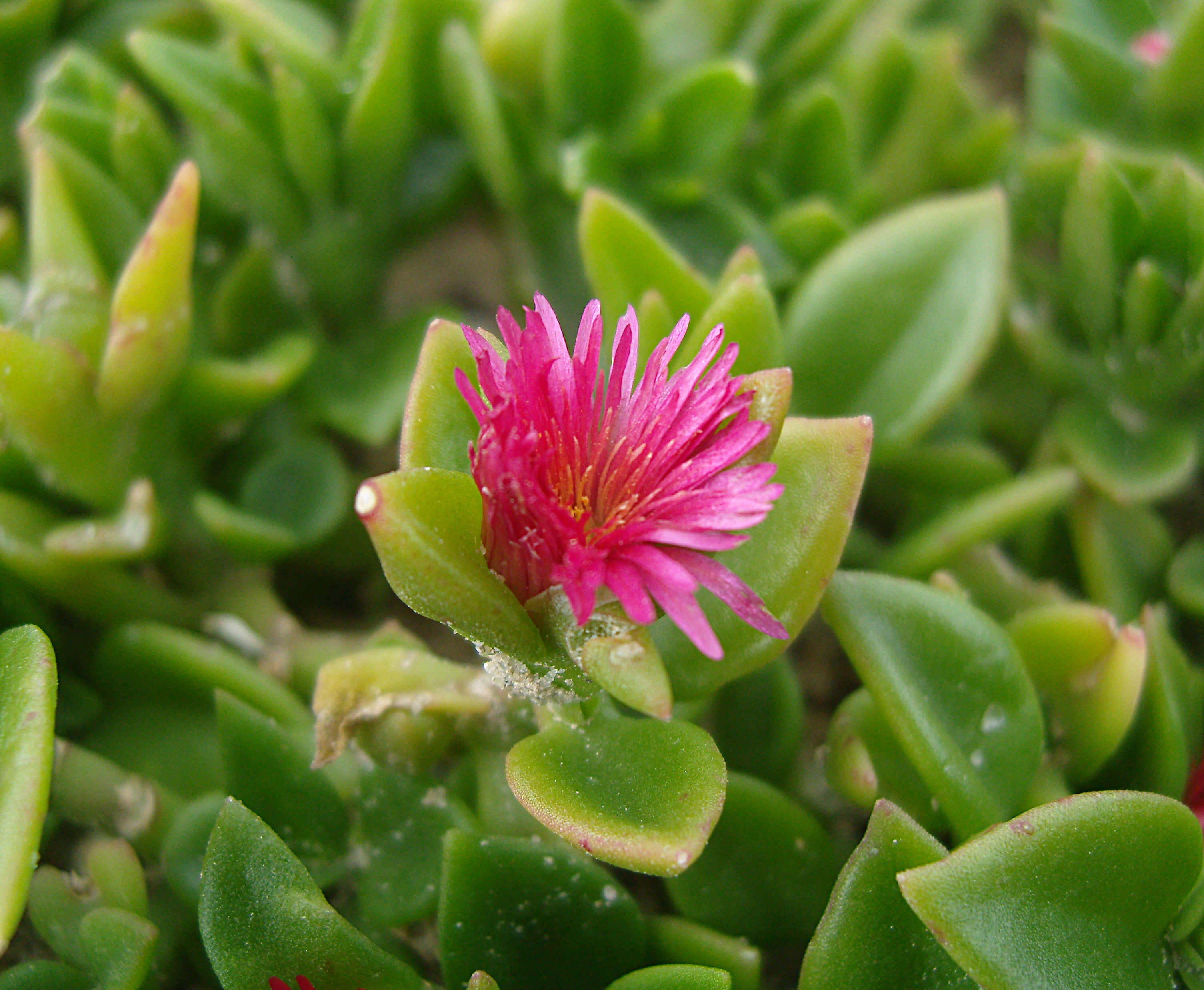
Aptenia cordifolia

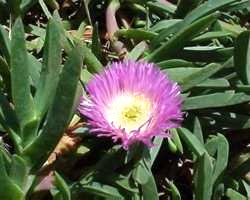
Carpobrotus edulis

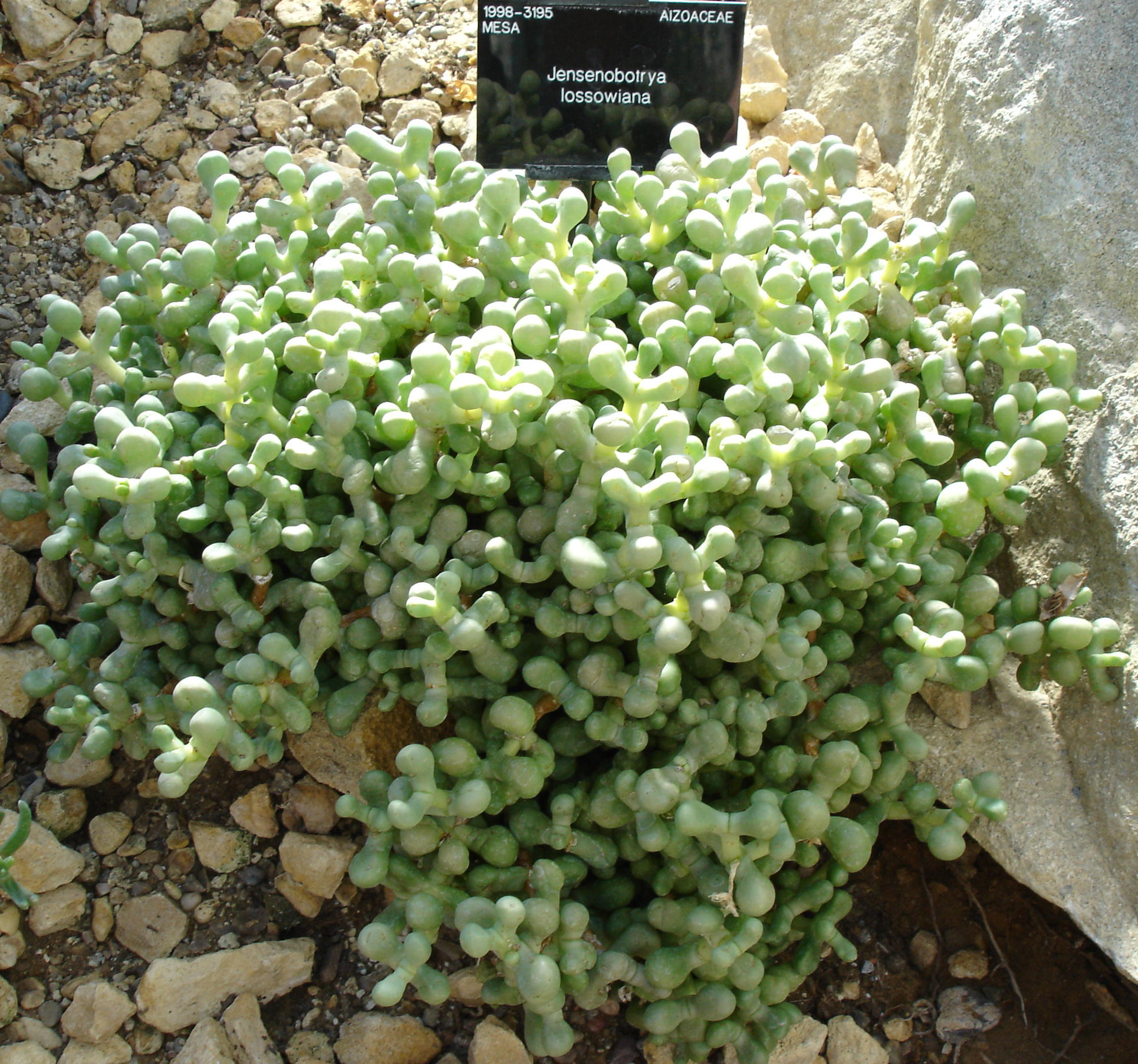
Jensenobotrya lossowiana

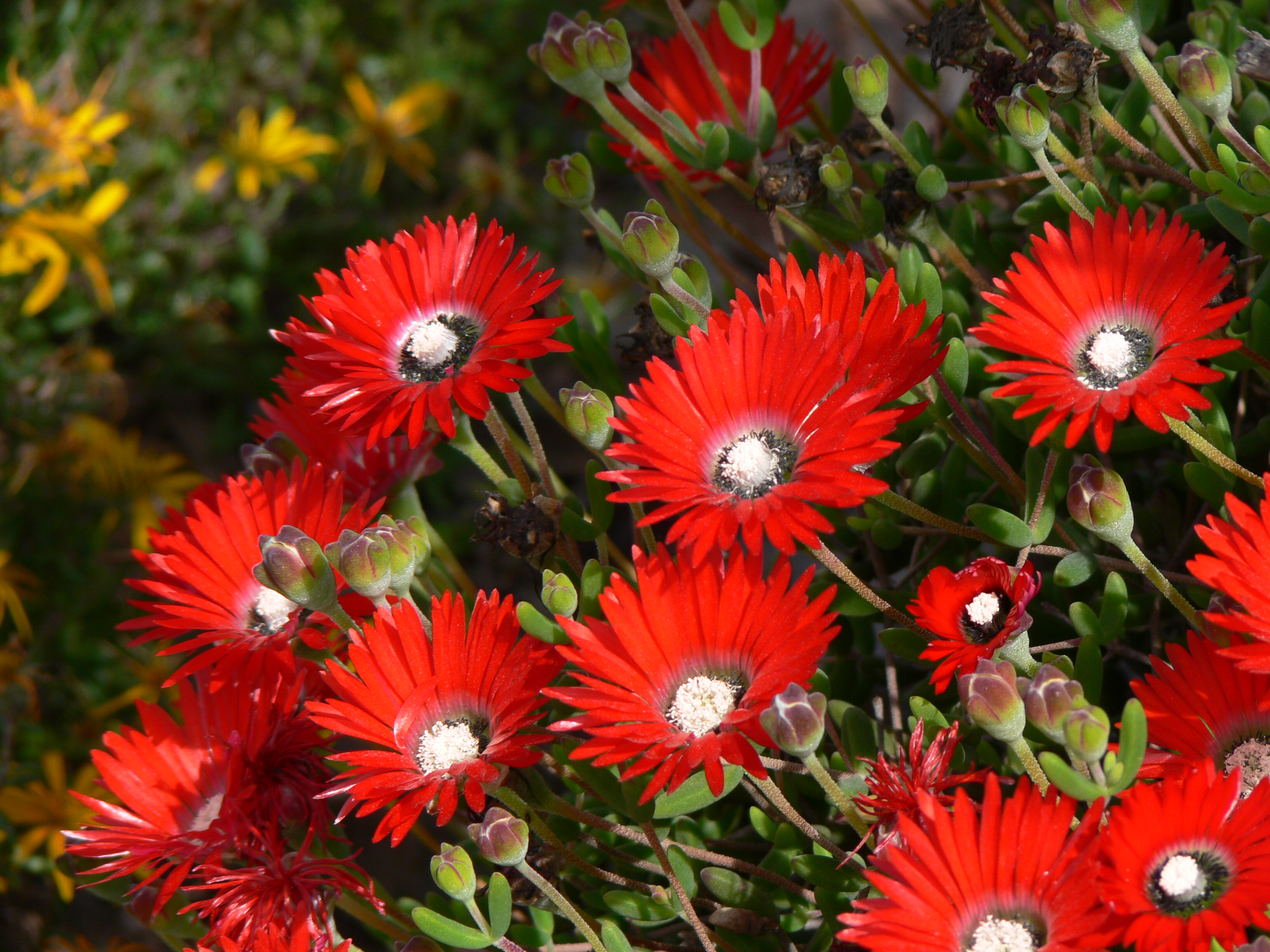
Drosanthemum speciosum, Robertson, d'Africa del Sud

Les aïzoàcies (Aizoaceae són una família de plantes angiospermes de l'ordre de les cariofil·lals (Caryophyllales), dins del clade de les superastèrides. És una família cosmopolita, amb més de 1.700 espècies agrupades en uns 120 gèneres.
La majoria són plantes herbàcies (però algunes són llenyoses) que creixen de forma erecta o prostrada. Les fulles normalment són suculentes. Les flors normalment són hermafrodites i sense pètals vertaders, però amb sèpals. El fruit és en forma de càpsula.
L'anomenat espinac de Nova Zelanda (Tetragonia tetragonioides) és una planta conreada per les seves fulles, que pertany a la família aizoàcies.

## Taxonomia
Aquesta família va ser publicada per primer cop l'any 1820, sota el nom d'Aizoonides a l'obra Техно-ботанический словарь на латинском и российском языках (Diccionari tecno-botànic en llatí i rus) pel botànic rus Ivan Martinov (1771-1833).

### Gèneres
Dins d'aquesta família es reconeixen els 120 gèneres següents:
- Acrodon N.E.Br.
- Acrosanthes Eckl. & Zeyh.
- Aizoanthemopsis Klak
- Aizoanthemum Dinter ex Friedrich
- Aizoon L.
- Aloinopsis Schwantes
- Amphibolia L.Bolus ex Herre
- Antegibbaeum Schwantes ex C.Weber
- Antimima N.E.Br.
- Apatesia N.E.Br.
- Argyroderma N.E.Br.
- Astridia Dinter
- Bergeranthus Schwantes
- Braunsia Schwantes
- Brianhuntleya Chess., S.A.Hammer & I.Oliv.
- Calamophyllum Schwantes
- Carpanthea N.E.Br.
- Carpobrotus N.E.Br.
- Carruanthus (Schwantes) Schwantes
- Cephalophyllum (Haw.) N.E.Br.
- Cerochlamys N.E.Br.
- Chasmatophyllum (Schwantes) Dinter & Schwantes
- Cheiridopsis N.E.Br.
- Circandra N.E.Br.
- Cleretum N.E.Br.
- Conicosia N.E.Br.
- Conophytum N.E.Br.
- Cylindrophyllum Schwantes
- Deilanthe N.E.Br.
- Delosperma N.E.Br.
- Dicrocaulon N.E.Br.
- Didymaotus N.E.Br.
- Dinteranthus Schwantes
- Diplosoma Schwantes
- Disphyma N.E.Br.
- Dracophilus (Schwantes) Dinter & Schwantes
- Drosanthemopsis Rauschert
- Drosanthemum Schwantes
- Eberlanzia Schwantes
- Ebracteola Dinter & Schwantes
- Enarganthe N.E.Br.
- Erepsia N.E.Br.
- Esterhuysenia L.Bolus
- Faucaria Schwantes
- Fenestraria N.E.Br.
- Frithia N.E.Br.
- Gibbaeum Haw. ex N.E.Br.
- Glottiphyllum Haw.
- Gunniopsis Pax
- Hallianthus H.E.K.Hartmann
- Hammeria Burgoyne
- Hartmanthus S.A.Hammer
- Hereroa (Schwantes) Dinter & Schwantes
- Hymenogyne Haw.
- Jacobsenia L.Bolus & Schwantes
- Jensenobotrya A.G.J.Herre
- Jordaaniella H.E.K.Hartmann
- Juttadinteria Schwantes
- Khadia N.E.Br.
- Lampranthus N.E.Br.
- Lapidaria Dinter & Schwantes
- Leipoldtia L.Bolus
- Lemonanthemum Klak
- Lithops N.E.Br.
- Machairophyllum Schwantes
- Malephora N.E.Br.
- Malotigena Niederle
- Marlothistella Schwantes
- Mesembryanthemum L.
- Mestoklema N.E.Br. ex Glen
- Meyerophytum Schwantes
- Mitrophyllum Schwantes
- Monilaria Schwantes
- Mossia N.E.Br.
- Muiria N.E.Br.
- Namaquanthus L.Bolus
- Namibia (Schwantes) Dinter & Schwantes
- Nananthus N.E.Br.
- Nelia Schwantes
- Neohenricia L.Bolus
- Octopoma N.E.Br.
- Oophytum N.E.Br.
- Orthopterum L.Bolus
- Oscularia Schwantes
- Ottosonderia L.Bolus
- Peersia L.Bolus
- Phiambolia Klak
- Pleiospilos N.E.Br.
- Prepodesma N.E.Br.
- Psammophora Dinter & Schwantes
- Rabiea N.E.Br.
- Rhinephyllum N.E.Br.
- Rhombophyllum (Schwantes) Schwantes
- Roosia van Jaarsv.
- Ruschia Schwantes
- Ruschianthus L.Bolus
- Ruschiella Klak
- Saphesia N.E.Br.
- Sarcozona J.M.Black
- Schlechteranthus Schwantes
- Schwantesia Dinter
- Scopelogena L.Bolus ex A.G.J.Herre
- Sesuvium L.
- Skiatophytum L.Bolus
- Smicrostigma N.E.Br.
- Stayneria L.Bolus
- Stoeberia Dinter & Schwantes
- Stomatium Schwantes
- Tanquana H.Hartmann & Liede
- Tetragonia L.
- Titanopsis Schwantes
- Trianthema L.
- Tribulocarpus S.Moore
- Trichodiadema Schwantes
- Vanheerdea L.Bolus ex H.E.K.Hartmann
- Vanzijlia L.Bolus
- Vlokia S.A.Hammer
- Wooleya L.Bolus
- Zaleya Burm.f.
- Zeuktophyllum N.E.Br.